# Los Rabanes
Los Rabanes è una rock band proveniente da Chitré, Herrera, Repubblica di Panama, vincitrice di un Latin Grammy. Nascono nel 1992 dopo la fine dei gruppi Rum & Coke e El Decimo Piso. Hanno formato la band per divertimento e per suonare in piccoli pub e locali della loro zona. Ma subito il gruppo è diventato famoso in tutto il mondo.

## Storia del gruppo
All'inizio del 1990 Emilio Regueira, Christian Torres e Javier Saavedra iniziano a suonare durante i weekend in piccoli pub e locali di Chitré, Herrera. Nel 1993 Alvaro Acevedo, batterista e attuale manager dei Los Rabanes si è unito a loro. Questo ha portato una riorganizzazione della band che includeva demo e presentazioni a Panama City, che hanno avuto un impatto maggiore rispetto alle altre province.
Nel 1994 hanno soltanto un demo e una canzone alla radio. L'anno seguente si sono uniti al primo Rock National Tour che includeva tutte le maggiori Rock band di Panamá.
I Los Rabanes hanno lavorato con artisti di Reggaeton come Don Omar e Ñejo Y Dalmata.
Hanno inoltre lavorato con il produttore di Reggaeton El Chombo, in una canzone presente nell'album Los Cuentos De La Cripta.

## Formazione
- Emilio Regueira Pérez - voce, chitarra
- Christian Torres - basso
- Javier Saavedra - batteria

## Discografia
- 1994 - ¿Por Qué Te Fuiste Benito?
- 1997 - Los Rabanes All Star - Volume 2
- 2000 - Los Rabanes
- 2002 - Money pa' Que?
- 2004 - Ecolecua
- 2007 - Kamikaze